# Bronte Barratt
Bronte Amelia Barratt (Brisbane, 8 febbraio 1989) è un'ex nuotatrice australiana.
È la nipote dell'atleta Margaret Johnson.

## Palmarès
- Olimpiadi

Pechino 2008: oro nella 4x200m sl.
Londra 2012: argento nella 4x200m sl e bronzo nei 200m sl.
Rio de Janeiro 2016: argento nella 4x200m sl.
- Mondiali

Montreal 2005: argento nella 4x200m sl.
Shanghai 2011: argento nella 4x200m sl.
Barcellona 2013: argento nella 4x200m sl.
Kazan 2015: oro nella 4x100m sl.
- Mondiali in vasca corta

Shanghai 2006: oro nella 4x200m sl e argento nei 400m sl.
Manchester 2008: bronzo nella 4x200m sl.
- Giochi PanPacifici

Victoria 2006: argento nella 4x200m sl e bronzo nei 200m sl.
Gold Coast 2014: argento nei 200m sl e nella 4x200m sl.
- Giochi del Commonwealth

Melbourne 2006: oro nella 4x200m sl e bronzo nei 400m sl.
Delhi 2010: oro nella 4x200m sl.
Glasgow 2014: oro nella 4x200m sl e bronzo nei 200m sl e nei 400m sl.